# مايورباني
مايورباني رمزها «MY» (بالإنجليزية: Mayurbhanj)‏، بالأردية: میُوربھنج، هو تقسيم إداري لدولة الهند تتبع ولاية أوريسا (بالإنجليزية: Orissa)‏، مركزها هو مدينة باريبادا (بالإنجليزية: Baripada)‏ عدد سكانها حسب تعداد سنة 2001 هو 2,221,782 ، مساحتها 10,418 كم² وكثافة السكان 213 لكل كم².